# コミクス
株式会社コミクス（COMIX CO.,LTD）は、日本のインターネット広告代理店である。

## 沿革
- 2007年
  - 9月 - アイブリッジ株式会社代表であった鈴木章裕が独立し株式会社コミクスを設立。
- 2008年
  - 3月 - SEOMIX サービス開始。
  - 5月 - タレントキャスティングポータルCAP サービス開始。
  - 12月 - アクセス解析SEOサービス開始。
- 2009年
  - 1月 - アクセス解析ツールWebCUBEサービス開始。
  - 8月 - エントリーフォーム最適化ツールEFOCUBEサービス開始。
- 2011年
  - 10月 - WebCUBE インドネシアでの提供開始。
- 2012年
  - 2月 - Google警告メッセージサポート 提供開始。
  - 10月 - SNS Manager 提供開始。
  - 11月 - LinkProfiling 提供開始。
- 2013年
  - 1月 - EC-Optim 提供開始。
  - 9月 - adtechツール事業に特化した新会社「株式会社GeeeN」設立。